# 윤윤섭(청자유약장)
윤윤섭(청자유약장)은 대한민국 전라남도 강진군 대구면에 있다. 2010년 3월 3일 강진군의 향토문화유산 제39호로 지정되었다.

## 개요
윤윤섭 약력(1949.7.10.) 
- 1968 서울공업고등학교 요업과 졸업
- 1973 동국요 연구실장 입사, 고려비색청자 재현
- 1983 해평요 설립(경기도 소재)
- 1984 전승공예대전 특별상 수상, 한국문화예술대전 공예부 대상
- 1986 올림픽기념품 생산업체 지정(서울올림픽대회조직위원회)
- 1988 올림픽 지정작가 선정